# Wani Wani Panic
Gator Panic, también conocido como Wacky Gator en América del Norte, y Wani Wani Panic (ワニワニパニック Wani Wani Panikku?) en Japón, es un juego Arcade como Elemecha y Redemption creado por Namco en 1988.

## Puertos y Lanzamientos
- Gator Panic fue lanzado a un pequeño juguete electrónico y una Versión de minijuego portail lanzado por Bandai en los '90 en Japón.

- Gator Panic  fue un remake de forma digital y lanzada por iPhone OS, Nintendo DS (como la etapa extra en Point Blank DS), y la Wii (como parte de Namco Museum Remix y Namco Musuem Megamix). Todos los re-lanzamientos fueron bajo el nombre de Gator Panic.

## Secuelas
- Cracky Crabs (Kani Kani Panic) - Un juego similar fue lanzado en 1992.
- Same Same Panic - El juego de 1994, con los tiburones.
- Dino Bonk - El juego de 1996, con los dinosaurios, remplaza a los cocodrilos.
- Wani Wani Panic 2 - Lanzado en 1995.
- Wani Wani Panic RT - Lanzado en 2003.
- Wani Wani Panic 3 - Lanzado en 2008, manufacturado por Hope, bajo la licencia de Namco.